# Francisco Moreira de Carvalho
Francisco Moreira de Carvalho, barão, visconde e conde de Subaé (Santo Amaro, 13 de março de 1825 — Salvador, 16 de junho de 1888) foi um advogado, fazendeiro e político brasileiro.

## Vida
Filho de Luís Fernandes de Carvalho e Catarina de Sena, casou-se com Teodora Maria de Jesus, com quem teve;
- Teresa Maria de Carvalho, casou-se com o Capitão Antonio Soares Coelho, tiveram nove filhos.

Formado em Direito, pela Universidade de Coimbra, era senhor de engenho. Foi provedor da Santa Casa da Misericórdia de Santo Amaro e também residente da Câmara Municipal, durante alguns quadriênios.
Era comendador da Imperial Ordem de Cristo e da Imperial Ordem da Rosa. Seu solar, em Santo Amaro, recebeu em 1859, como hóspede, o imperador D. Pedro II.